# 小山農業協同組合
小山農業協同組合（おやまのうぎょうきょうどうくみあい、略称：JAおやま、小山農協）は、栃木県小山市に本店を置く農業協同組合である。
栃木県小山市、下野市（旧南河内町を除く）、下都賀郡野木町を管轄する。

## 沿革
- 1999年（平成11年）3月1日 - （旧）小山・桑・小山市・石橋・国分寺・のぎの6農協が新設合併し、（新）小山農業協同組合が発足する。
- 2020年（令和2年）3月30日 - 生井支店を間々田支店に統合、小山支店を本店内に移設。[2]
- 2021年（令和3年）2月9日 - 大谷北支店・大谷南支店を大谷支店に統合。[3]
- 2022年（令和4年）9月26日 - 寒川支店・中支店・穂積支店・豊田支店を統合し美田支店を開設。[4]
- 2023年（令和5年）1月16日 - 桑支店・絹支店を統合し桑絹支店を開設。[5]
- 2024年（令和6年）1月29日 - 石橋支店と国分寺支店を統合し下野支店を開設。[6]

## 拠点一覧
本店・小山支店
栃木県小山市神鳥谷1丁目11-32
大谷支店
栃木県小山市大字横倉新田7-33
間々田支店
栃木県小山市乙女3丁目7-36
美田支店
栃木県小山市大字小袋202-1
桑絹支店
栃木県小山市大字出井1083-3
下野支店
栃木県下野市笹原135-1
野木支店
栃木県下都賀郡野木町大字中谷523-1
東部支援センター
西部支援センター
北部支援センター

### 閉鎖された支店
小山支店（旧）
栃木県小山市宮本町3丁目4-5
生井支店
栃木県小山市大字生良967
大谷南支店
栃木県小山市大字東野田1612
大谷北支店
栃木県小山市城東5丁目18-42
絹支店
栃木県小山市大字福良2242-1
桑支店
栃木県小山市大字羽川805
寒川支店
栃木県小山市大字中里836-4
中支店
栃木県小山市大字上泉185-6
穂積支店
栃木県小山市大字下石塚261
豊田支店
栃木県小山市大字松沼990-13
石橋支店
栃木県下野市石橋531-3
国分寺支店
栃木県下野市小金井3009

## 主な作物
- 米
- いちご
- かんぴょう など。